# Dobriša Cesarić
Dobriša Cesarić (* 10. Januar 1902 in Požega; † 18. Dezember 1980 in Zagreb) war ein kroatischer Dichter.

## Leben
Dobriša Cesarić wurde am 10. Januar 1902 in Požega in Kroatien (damals Königreich Kroatien und Slawonien) geboren. Sein Vater Đuro war Förster und seine Mutter Marija Hausfrau. Im Alter von drei Jahren kam er mit seinen Eltern nach Osijek. In dieser Stadt verbrachte er seine Kindheit. 1916 zog er nach Zagreb und beendete dort das Gymnasium. Schon als Kind reiste er viel mit seinen Eltern. Zuerst studierte er Jura, gab das jedoch schnell wieder auf, er wechselte auf die Philosophische Fakultät der Universität Zagreb und studierte Philosophie. In dieser Stadt lebte und arbeitete der Dichter lange und dort entstand der Großteil seines dichterischen Werks. Er unternahm mehrere Auslandsreisen, unter anderem nach Italien, Deutschland und Bulgarien. In seinem Leben übte er viele Berufe aus, die er bis zu seinem reifen Dasein ständig wechselte.
Im Jahr 1945 wurde er Hauptleiter der Literaturzeitschrift „Zora“ und des kroatischen Volksverlages. 1951 wurde Cesarić Mitglied der Jugoslawischen Akademie für Kunst und Wissenschaft. Er starb am 18. Dezember 1980 in Zagreb.

## Rezeption
Die Poesie von Cesarić lebt schon mehr als ein halbes Jahrhundert. Im Jahr 1916 erschien sein erstes Gedicht I ja ljubim… („Und ich liebe…“) in der Zeitschrift „Pobratim“. 1920 veröffentlichte die populäre Zeitschrift „Kritik“ sein Gedicht Buđenje Šume („Das Erwachen des Waldes“). Später in seinem Leben beschäftigte er sich viel mit Zeitschriften, aber nur eine hat er mit Vjekoslav Majer, selbst gegründet, und zwar „Ozon“ 1923. Von 1929 bis 1941 arbeitet er als Lektor und Bibliothekar. In dieser Vorkriegszeit entstanden bedeutende Werke.
Seine Dichtungen sind eine Mischung der traditionellen Form und des modernen Denkens. Er schrieb viel über das schwere Leben der ärmeren Stände und über die Dinge, die der moderne Mensch nicht beachtet. Die Lyrik von Dobriša Cesarić entstand und wuchs zwischen zwei Weltkriegen. Diese Lyrik hat innere Kraft. Er dichtete viel über die Geschehnisse seiner Zeit, über Zagreb, wo er 50 Jahre verbrachte. Diese Lieder haben einen humanen Charakter. Der größte Teil seiner Poesie spricht über das Alltagsleben. So dichtet er über den Käfer auf dem Baum, über zwei bis drei Ziegelsteine auf dem Weg oder über den Zug. Sein Schreibstil ist einfach, reimvoll, verständlich. Er wird auch „Zauberer des Verses“ genannt. Das menschliche Herz spielt eine wichtige Rolle in seinen Liedern, denn es leidet, liebt und verbindet Menschen. Die Verbindung des Reflexiven und Emotiven in seiner Lyrik ist das Resultat seines humanen Verhältnisses gegenüber der Welt. Cesarić übersetzte viel aus dem Deutschen und Russischen (Goethe, Heine, Rilke, Puschkin, Lermontow, Jessenin).

## Werke (Auswahl)
- Lyrik.
- Spašena svjetla (Die geretteten Lichter).
- Izabrani stihovi (Die gewählten Verse).
- Pjesme (Gedichte).
- Goli časovi (Nackte Augenblicke).

## Lyrikbeispiel
| TIHO, O TIHO GOVORI MI JESEN Tiho, o tiho govori mi jesen; Šuštanjem lišća i šapatom kiše. Al zima srcu govori još tiše. I kada sniježi, a spušta se tama, U pahuljama tišina je sama. | SO LEISE, OH SO LEISE SPRICHT DER HERBST ZU MIR So leise, oh so leise spricht der Herbst zu mir; Die rauschenden Blätter, der nieselnde Regen. Doch der Winter flüstert dem Herzen entgegen. Und wenn es schneit und die Dämmerung bricht herein, in den weißen Flocken nur die Stille allein. |